# Landgericht Höchst
Das Landgericht Höchst war von 1822 bis 1879 ein Landgericht in der Provinz Starkenburg des Großherzogtums Hessen mit Sitz in Höchst im Odenwald. Zuständiges Obergericht war das Hofgericht in Darmstadt.

## Geschichte

### Gründung
Ab 1821 trennte das Großherzogtum Hessen auch auf unterer Ebene Rechtsprechung und Verwaltung. Für die Verwaltung wurden Landratsbezirke geschaffen, die erstinstanzliche Rechtsprechung Landgerichten übertragen.
 Bei dieser Verwaltungsreform konnte der Staat zunächst ausschließlich die Gerichtsbarkeit im Großherzogtum neu regeln, über die er uneingeschränkt verfügen konnte. Die Gebiete, in denen die staatliche Souveränität entsprechend weit reichte, wurden als Dominiallande bezeichnet. In den Gebieten, in denen Standesherren und anderer Adel weiterhin eigene Gerichtshoheit ausübten, den Souveränitätslanden, musste der Staat zunächst mit jedem der einzelnen Gerichtsherren vertragliche Vereinbarungen treffen, um die von diesen bis dahin ausgeübte Gerichtshoheit in die staatliche Rechtsprechung eingliedern zu können. Das zog sich für den Bereich des Landgerichts Höchst bis 1822 hin, als der Staat entsprechende Vereinbarungen mit den Fürsten von Löwenstein-Wertheim und den Grafen von Erbach-Schönberg schließen konnte. In der Folge wurde unter anderem das Landgericht Höchst eingerichtet. Die offizielle Bezeichnung lautete anfangs: Großherzoglich Hessisches Fürstlich Löwenstein Wertheimisches und Gräflich Erbachisch Schönbergisches Landgericht Höchst.

### Bezirk
Der Bezirk des Landgerichts Höchst umfasste:
| Gemeinde                            | Herkunft                                          | Zugang | Abgang | Nach                     |
| ----------------------------------- | ------------------------------------------------- | ------ | ------ | ------------------------ |
| Affhöllerbach                       | Herrschaft Breuberg                               | 1822   | 1879   | Amtsgericht Höchst       |
| Annelsbach                          | Herrschaft Breuberg                               | 1822   | 1879   | Amtsgericht Höchst       |
| Birkert                             | Herrschaft Breuberg und Amt Habitzheim            | 1822   | 1879   | Amtsgericht Höchst       |
| Böllstein                           | Herrschaft Breuberg                               | 1822   | 1879   | Amtsgericht Höchst       |
| Breitenbrunn                        | Herrschaft Breuberg                               | 1822   | 1879   | Amtsgericht Höchst       |
| Dusenbach                           | Herrschaft Breuberg                               | 1822   | 1879   | Amtsgericht Höchst       |
| Etzen-Gesäß                         | Herrschaft Breuberg                               | 1822   | 1879   | Amtsgericht Höchst       |
| Forstel                             | Herrschaft Breuberg                               | 1822   | 1879   | Amtsgericht Höchst       |
| Frau-Nauses                         | Amt Habitzheim                                    | 1822   | 1879   | Amtsgericht Groß-Umstadt |
| Fürstengrund                        | Amt König                                         | 1822   | 1879   | Amtsgericht Höchst       |
| Gumpersberg                         | Herrschaft Breuberg                               | 1822   | 1879   | Amtsgericht Höchst       |
| Habitzheim                          | Amt Habitzheim                                    | 1822   | 1853   | Landgericht Reinheim     |
| Haingrund                           | Herrschaft Breuberg                               | 1822   | 1879   | Amtsgericht Höchst       |
| Hainstadt                           | Herrschaft Breuberg                               | 1822   | 1879   | Amtsgericht Höchst       |
| Hassenroth                          | Amt Habitzheim                                    | 1822   | 1879   | Amtsgericht Höchst       |
| Hembach                             | Herrschaft Breuberg                               | 1822   | 1879   | Amtsgericht Höchst       |
| Hetschbach                          | Patrimonialgericht der Herren Wambolt von Umstadt | 1823   | 1879   | Amtsgericht Höchst       |
| Höchst                              | Herrschaft Breuberg                               | 1822   | 1879   | Amtsgericht Höchst       |
| Höllerbach                          | Herrschaft Breuberg                               | 1822   | 1879   | Amtsgericht Höchst       |
| Hummetroth                          | Herrschaft Breuberg                               | 1822   | 1879   | Amtsgericht Höchst       |
| Kimbach                             | Herrschaft Breuberg                               | 1822   | 1853   | Landgericht Michelstadt  |
| Kirchbrombach                       | Herrschaft Breuberg                               | 1822   | 1879   | Amtsgericht Höchst       |
| König                               | Amt König                                         | 1822   | 1879   | Amtsgericht Höchst       |
| Langenbrombach                      | Herrschaft Breuberg                               | 1822   | 1879   | Amtsgericht Höchst       |
| Lützel-Wiebelsbach                  | Herrschaft Breuberg                               | 1822   | 1879   | Amtsgericht Höchst       |
| Mittel-Kinzig                       | Amt Habitzheim                                    | 1822   | 1879   | Amtsgericht Höchst       |
| Mühlhausen                          | Herrschaft Breuberg                               | 1822   | 1879   | Amtsgericht Höchst       |
| Mümling-Grumbach                    | Herrschaft Breuberg                               | 1822   | 1879   | Amtsgericht Höchst       |
| Neustadt einschl. der Burg Breuberg | Herrschaft Breuberg                               | 1822   | 1879   | Amtsgericht Höchst       |
| Nieder-Kinzig                       | Herrschaft Breuberg                               | 1822   | 1879   | Amtsgericht Höchst       |
| Nieder-Klingen                      | Amt Habitzheim                                    | 1822   | 1853   | Landgericht Reinheim     |
| Ober-Kinzig                         | Herrschaft Breuberg                               | 1822   | 1879   | Amtsgericht Höchst       |
| Ober-Klingen                        | Amt Habitzheim                                    | 1822   | 1853   | Landgericht Reinheim     |
| Ober-Nauses                         | Amt Habitzheim                                    | 1822   | 1879   | Amtsgericht Höchst       |
| Pfirschbach                         | Herrschaft Breuberg                               | 1822   | 1879   | Amtsgericht Höchst       |
| Rai-Breitenbach                     | Herrschaft Breuberg                               | 1822   | 1879   | Amtsgericht Höchst       |
| Rimhorn                             | Herrschaft Breuberg                               | 1822   | 1879   | Amtsgericht Höchst       |
| Sandbach                            | Herrschaft Breuberg                               | 1822   | 1879   | Amtsgericht Höchst       |
| Seckmauern                          | Herrschaft Breuberg                               | 1822   | 1879   | Amtsgericht Höchst       |
| Vielbrunn                           | Herrschaft Breuberg                               | 1822   | 1853   | Landgericht Michelstadt  |
| Wald-Amorbach                       | Amt Habitzheim                                    | 1822   | 1879   | Amtsgericht Höchst       |
| Wallbach                            | Herrschaft Breuberg                               | 1822   | 1879   | Amtsgericht Höchst       |
| Wiebelsbach                         | Amt Habitzheim                                    | 1822   | 1879   | Amtsgericht Groß-Umstadt |

### Weitere Entwicklung
Als 1823 die Freiherren von Wamboldt die Patrimonialgerichtsbarkeit in Hetschbach an das Großherzogtum abtraten, wurde auch dieser Ort dem Landgerichtsbezirk Höchst zugeteilt.
Durch mehrere Verwaltungsreformen, 1832, 1848 und zuletzt 1852 sowie die Abschaffung der standesherrlichen Privilegien in der Revolution von 1848 hatten sich nicht nur die Bezeichnungen der Verwaltungsbezirke, sondern auch deren Grenzen geändert. Um das wieder anzugleichen, revidierte das Großherzogtum 1853 in den Provinzen Starkenburg und Oberhessen umfassend die Zuständigkeitsbereiche der Gerichte. Infolge dieser Neuordnung wurden eine Reihe von Ortschaften an die Bezirke der Landgerichte Reinheim und Michelstadt abgegeben (siehe Übersicht).

### Ende
Mit dem Gerichtsverfassungsgesetz von 1877 wurden Organisation und Bezeichnungen der Gerichte reichsweit vereinheitlicht. Zum 1. Oktober 1879 hob das Großherzogtum Hessen deshalb seine Landgerichte auf. Funktional ersetzt wurden sie durch Amtsgerichte. So ersetzte das Amtsgericht Höchst das Landgericht Höchst. „Landgerichte“ nannten sich nun die den Amtsgerichten direkt übergeordneten Obergerichte. Das Amtsgericht Höchst wurde dem Bezirk des ebenfalls neu eingerichteten Landgerichts Darmstadt zugeordnet.

## Gerichtsgebäude

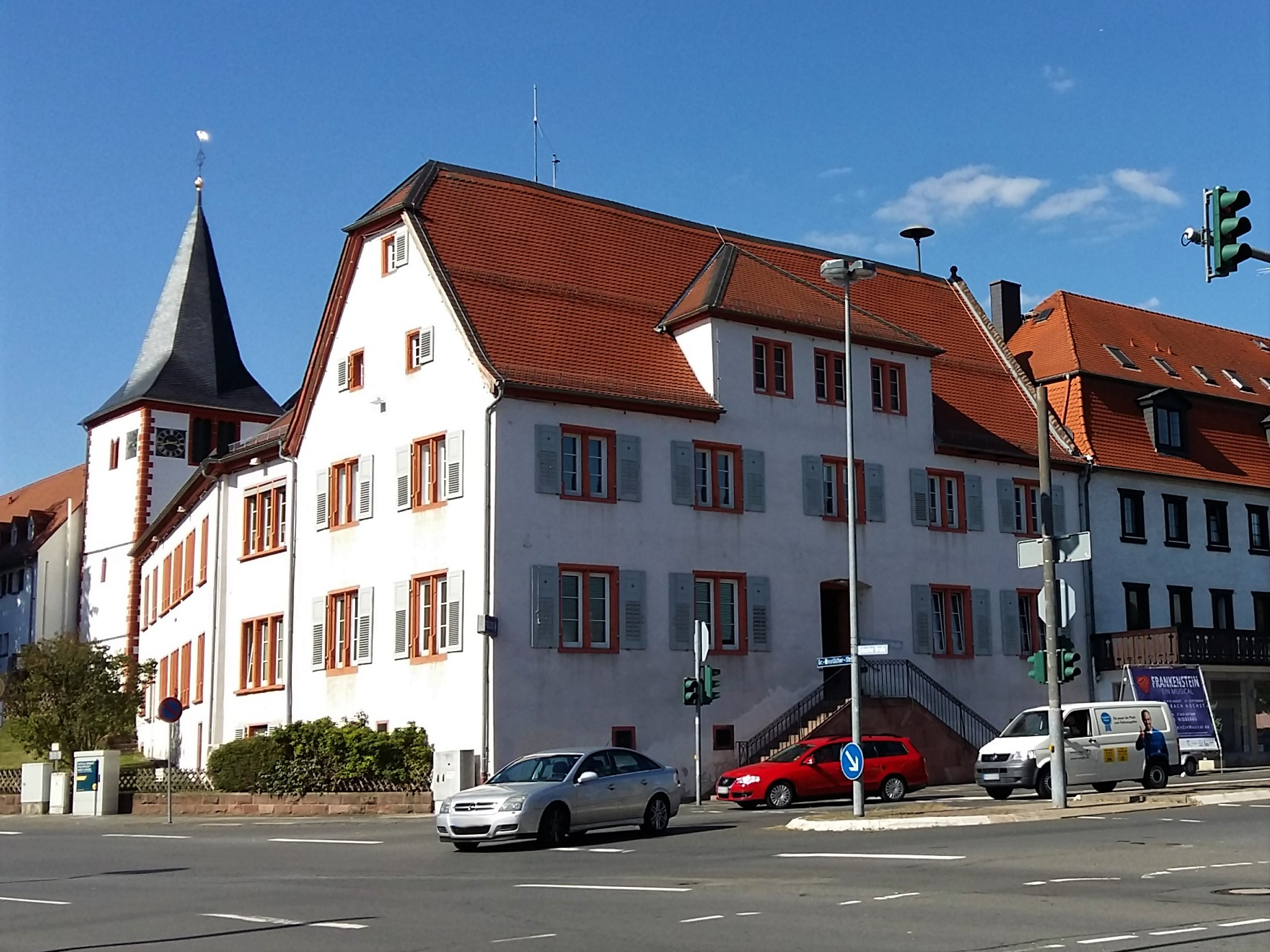
Altes Gerichtsgebäude (2018)

Das Gericht befand sich seit 1831 in einem zweigeschossigen Steinbau aus dem 16. Jahrhundert an der Aschaffenburger Straße 2. Das ansehnliche Renaissancebauwerk war ursprünglich als Zenthaus errichtet worden, diente von 1817 bis 1831 als Gaststätte und wird heute als Polizeidienststelle genutzt.

## Richter
- Otto Zentgraf, Landrichter 1842–1849